# André Guerreiro Rocha
André Guerreiro Rocha (San Paolo, 19 agosto 1984) è un ex calciatore brasiliano, di ruolo difensore.

## Carriera
Ha giocato nella massima serie dei campionati brasiliano, nordamericano (statunitense) e greco.